# 맥주가 애인보다 좋은 일곱가지 이유
《맥주가 애인보다 좋은 일곱가지 이유》(Seven Reasons Beer Is Better Than Love)는 한국에서 제작된 정지영 감독의 1996년 코미디, 멜로/로맨스 영화이다. 한재석 등이 주연으로 출연하였고 박철수 등이 제작에 참여하였다.
한편, 지나치게 선정적인 내용설정 탓인지 1996년 최악의 영화 1위에 선정되는 불명예를 안았으며 급기야 함께 개봉한 《은행나무 침대》에게 흥행스코어와 작품성, 평단 및 관객평에서 밀리는 수모를 겪었다.

## 출연

### 주연
- 조나단 : 한재석

### 조연
- 가발 디자이너 : 방은진 (우정출연)
- 대표 : 신희조
- 신인 : 이선미
- 리포터 : 김예린
- 모델 : 박은정
- 작가 : 임상효
- 롱다리 : 문수진
- 소녀가수 : 김지남

### 단역
- 고조부 : 김길호
- 비디오샾 주인 : 최종원
- 포장마차 주인 : 박용팔
- 어머니 : 오미연 (특별출연)
- 도포 2 : 이지산
- 중년신사 : 한지일
- 영화감독 : 김일우
- 도포 3 : 안진수
- 이 국장 : 이춘연
- 일본 헌병 : 이석구
- 증조부 : 최상기
- 조부 : 최정우
- 아버지 : 주호성
- 악기상 주인 : 신철진
- 비디오속 남배우 : 김기석
- 비디오속 여배우 : 진도희
- 평론가 : 박수일
- 웨이터 : 김해곤
- 마 실장 : 한성식
- 정수(토미 기타) : 윤진호
- 메기 : 정기진
- 우민 : 염경철
- 양호 : 김정학
- 여PD : 최유림
- MC : 유민성
- 영화속 조감독 : 남미숙
- 영화속 연출부 : 최진석, 신현주, 김민형
- 영화속 남배우 : 강성수
- 영화속 여배우 : 배혜진
- 아역 : 정대승
- 도포 1 : 양일민

## 기타
- 감독: 강우석, 김유진, 박종원, 박철수, 장현수, 장길수, 정지영
- 각본: 김유민
- 각색: 변원미, 봉준호
- 제작: 박철수
- 촬영: 정한철 (제1화), 김효진 (제2화), 이석현 (제3화), 최정우 (제4화), 진영환 (제5화), 곽명훈 (제6화), 이은길 (제7화)
- 조명: 신준하
- 편집: 박곡지
- 음악: 변성룡
- 노래: 정해연(세상은위험 표지판 투성이), 윤진호 (내 맘대로..)
- 미술: 조융삼
- 아트디렉터: 김명경
- 소품: 이태우
- 의상: 코디네이션
- 분장: 이명희, 이은경
- 미용: 강은주
- 고전머리: 손미경
- 동시녹음: 강대성 (CDS)
- 믹싱: 영화진흥공사
- 효과: 양대호, 이상돈
- 특수효과: 김철석
- 시각효과: LIM(Light In Motion)
- 무술감독: 김영규
- 조감독: 박영훈, 문광석
- 스틸: 윤동실
- 사진: 손기철
- 현상: 세방현상소
- 색보정: 한광동
- 홍보: 나선녀, 부지영
- 마케팅: 김미희
- 연출부: 성일석, 김영균, 봉준호, 송지호, 목호찬, 조미영
- 제작지휘: 황경석
- 제작부장: 송재문
- 제작진행: 차성춘, 김지은
- 촬영팀: 윤홍식, 선상재, 김득채, 이동현 (제5화), 김택균 (제5화), 최정환 (제5화)
- 조명팀: 전진용, 이석영, 송재묵, 양승규
- 코디네이터: 권지원,. 이소윤
- 네가편집: 윤자원
- 녹음부: 강신규, 조대현, 권양호
- 폴리녹음: 오기삼
- 폴리아티스트: 박준오, 이성진, 황건수
- 사운드엔지니어: 조세행, 김수덕, 이중희, 이윤규
- 광학녹음: 김용훈, 김경현
- 돌비녹음: 강대성
- 음각녹음: MECA
- 옵티칼: 윤종두
- 자막: 주광동
- 광고: 씨네월드
- 수송: 이경영
- 발전차: 서지현
- 보조출연: Line-Up, M.T.M, 문화이벤트
- 크레인: 거인상사
- 필름: 윤필름